# Combret

Combret este o comună în departamentul Aveyron din sudul Franței. În 1 ianuarie 2022 avea o populație de 258 de locuitori.